# Trần Kiến Nhân
Trần Kiến Nhân (tiếng Trung: 陳建仁, sinh ngày 6 tháng 6 năm 1951) là cựu Phó Tổng thống Trung Hoa Dân Quốc (Đài Loan). Ông là nhà dịch tễ học được đào tạo và nguyên Phó Chủ tịch Academia Sinica, tổ chức nghiên cứu hàng đầu của Đài Loan. Ông cũng là thành viên Hội đồng quản trị Đại học Công giáo Phụ Nhân.

## Đầu đời
Trần Kiến Nhân sinh năm 1951 tại Kỳ Sơn, huyện Cao Hùng, là một trong tám người con. Cha của ông, Trần Tân An, từng là Huyện trưởng huyện Cao Hùng từ năm 1954 đến năm 1957. Mẹ của Trần Kiến Nhân là Trần Ngụy Liên Chỉ quản lý một nhà trẻ. Trần Kiến Nhân kết hôn với La Phụng Tần, có gia đình đến từ Nam Kinh.

## Sự nghiệp nhà nghiên cứu
Trần Kiến Nhân đạt được bằng thạc sĩ về y tế công cộng từ Đại học quốc lập Đài Loan và nhận được bằng Tiến sĩ khoa học về di truyền học và dịch tễ học của con người từ Đại học Johns Hopkins vào năm 1977 và năm 1982, tương ứng. Ông bắt đầu sự nghiệp y học bằng cách nghiên cứu bệnh viêm gan siêu vi B và giúp nâng cao nhận thức về tiêm chủng cho bệnh ở Đài Loan. Trần Kiến Nhân nghiên cứu xa hơn nữa về nguy cơ ung thư gan của người bị viêm gan siêu vi B. Ông cũng phát hiện ra một liên kết từ asen đến bệnh blackfoot. Nghiên cứu asen dẫn đến việc sửa đổi các tiêu chuẩn y tế quốc tế đối với phơi nhiễm asen.

## Sự nghiệp chính trị
Trần Kiến Nhân giữ chức vụ Bộ trưởng Bộ Y tế từ năm 2003 đến 2005. Với tư cách là Bộ trưởng Y tế, ông được khen ngợi vì đã quản lý một cách hiệu quả dịch SARS thông qua các thủ tục kiểm dịch và sàng lọc, mặc dù Đài Loan không phải là thành viên của Tổ chức Y tế Thế giới làm phức tạp sự phối hợp của các nỗ lực nghiên cứu. Trần Kiến Nhân là Chủ nhiệm Ủy ban Khoa học Quốc gia từ năm 2006 đến năm 2008.

### Bầu cử Tổng thống và Phó Tổng thống Trung Hoa Dân Quốc năm 2016
Ngày 16 tháng 11 năm 2015, Trần Kiến Nhân được xác nhận là ứng cử viên Phó Tổng thống của Thái Anh Văn trong cuộc bầu cử tổng thống Đài Loan năm 2016 sau sự suy đoán của truyền thông đại chúng vào đầu tháng. Trong chiến dịch, Trần Kiến Nhân trở nên nổi tiếng bởi tên hiệu Đại nhân ca (大仁哥), do một nhân vật do Trần Bách Lâm đóng vai trên dòng phim lãng mạn bi kịch Có lẽ anh sẽ không yêu em (In Time with You). Trần Kiến Nhân là ứng cử viên Phó Tổng thống Công giáo đầu tiên tại Đài Loan. Ngày 16 tháng 1 năm 2016, Thái Anh Văn và Trần Kiến Nhân chiến thắng cuộc bầu cử tổng thống trong sự thắng phiếu lớn. Ông đảm nhận chức vụ Phó Tổng thống vào ngày 20 tháng 5 năm 2016.
| Đảng      | Đảng                 | Ứng cử viên  | Ứng cử viên     | Phiếu bầu  | Tỷ lệ phần trăm | Tỷ lệ phần trăm |
| --------- | -------------------- | ------------ | --------------- | ---------- | --------------- | --------------- |
| Đảng      | Đảng                 | Tổng thống   | Phó Tổng thống  | Phiếu bầu  | Tỷ lệ phần trăm | Tỷ lệ phần trăm |
|           | Đảng Dân chủ Tiến bộ | Thái Anh Văn | Trần Kiến Nhân  | 6,894,744  | 56.12%          |                 |
|           | Quốc Dân Đảng        | Chu Lập Luân | Vương Như Huyền | 3,813,365  | 31.04%          |                 |
|           | Đảng Thân dân        | Tống Sở Du   | Từ Hân Oánh     | 1,576,861  | 12.84%          |                 |
| Tổng cộng | Tổng cộng            | Tổng cộng    | Tổng cộng       | 12,284,970 | 100%            | 100%            |